# Dobó Sándor (tanító)
Ruszkai Dobó Sándor (Hajdúböszörmény, 1864. április 10. – Hajdúböszörmény, 1931. február 16.) református néptanító. 

## Pályafutása
Régi nemes, de szegény család sarja. Édesapja Dobó Gábor, a történelmi Dobó család ruszkai ágából származott, édesanyja Gyöngyösi Zsuzsanna. Az elemi iskolát és gimnáziumi tanulmányait szülővárosában végezte, ezután 1879-ben a zilahi tanítóképzőbe ment, melyet 1882-ben fejezett be, s a tanítóképességi vizsgát is letette. 1882-83-ban Hajdúböszörményben kisegítő tanító volt, 1883-ban Bűdszentmihályra került rendes tanítónak, ahonnan 1887-ben Hajdúböszörménybe hívták meg. Az ottani református egyháznak és a Hajdú megyei 48-as pártnak jegyzője volt. 1884-ben feleségül vette Sőrés Szidóniát (Sőrés Márton tanító lányát), öt gyermekük született. 1908-tól az Uzonyi (ma Bethlen Gábor) Általános Iskola igazgatója volt egészen 1925 szeptemberében történt nyugdíjazásáig. 1922-ben, negyvenéves tanitói jubileuma alkalmából a közoktatásügyi kormány, legfőbb egyházi hatósága és az ország tanítósága üdvözölte. 1924-ben a Magyar Tudományos Akadémia Vodianer-díjjal tüntette ki. 

## Munkássága
Szépirodalmi tárcákat írt a Szabolcs megyei lapokba; 1886-től a Szabolcsmegyei Közlönynek, majd a Hajdu-Böszörmény és Vidékének, 1891-ben pedig a Protestáns Tanítók Lapjának lett főmunkatársa. Tanügyi cikkei: A ref. tanítók országos egyesületének alakulása ügyében (Népiskolai Lap 1886.), A tanító társadalmi állása, A népnevelésügy fejlődésének akadályai (Protestáns Néptanító 1887., mely lapnak főmunkatársa volt), A kik tanítanak (Barsvármegye című lapban 1888., jutalmat nyert pályamunka.)
Szerkesztette és kiadta a Protestáns Tanítók Lapját 1892. április 1-től fogva Hajdúböszörményben.
A helyi és az Alsószabolcs-hajdúvidéki református egyházmegyei tanítóegyesület, a Gönczy Egyesület, majd 1923-tól az Országos Református Tanító-Egyesület elnöke volt, illetve a Magyarországi Tanítóegyesületek Országos Szövetségének tiszteletbeli elnöke. 